# Balázs Győrffy (fyzik)
Balázs Győrffy (4. května 1938, Eger – 25. října 2012, Bristol) byl maďarský fyzik působící od roku 1956 ve Spojeném království a Spojených státech amerických, emeritní profesor na Bristolské univerzitě a také vynikající plavec.

## Biografie
Narodil se roku 1938 v Egeru, kde roku 1956 odmaturoval na Piaristickém gymnáziu (Piarista Gimnázium) a ještě téhož roku v souvislosti s krvavým potlačením protikomunistického povstání emigroval z tehdejší Maďarské lidové republiky. Mezi lety 1961 a 1966 byl studentem oboru fyzika–elektrotechnika na Yaleově univerzitě ve Spojených státech amerických. V letech 1970 až 2012 byl členem pedagogicko–výzkumného týmu na Bristolské univerzitě. Od roku 1971 byl evidedován československou komunistickou Státní bezpečností (STB). Od roku 1995 byl externím členem Maďarské akademie věd. Zabýval se výzkumem v oblastech: teoretické fyziky pevných látek, kovových slitin a magnetismem kovů.

### Sportovní kariéra
Byl vynikajícím plavcem. V roce 2009 dosáhl ve své věkové skupině (70-74 let) evropského rekordu v plavání na 200 metrů volným způsobem.

## Ocenění
- Gordon Bell Prize (1998)
- William Hume-Rothery Award (2001)[3]